# Heike Friedrich
Heike Friedrich (n. 18 aprilie 1970, Glauchau, Saxonia, Germania) este o înotătoare ce a reprezentat Germania, medaliată olimpică. A participat la o ediție a Jocurilor Olimpice (1988) în care a câștigat două medalii de aur și o medalie de argint.